# Generacions (llibre)
Generacions és el títol del llibre de William Strauss i Neil Howe, que tracta sobre la idea de generació com a unitat cultural i que afirma que durant tota la història recent s'han anat succeint diferents arquetipus generacionals que expliquen el canvi de valors.

## Les quatre generacions
Les generacions estan marcades pel context històric, que és cíclic (seguint les teories de Hegel) i es caracteritza per crisis periòdiques i posteriors recuperacions.
- profeta/idealista: és una generació nascuda en un moment de recuperació, que viu l'edat adulta en una època d'esplendor. Es caracteritza per tenir fe en el futur i en la comunitat i per donar molta importància a la moral
- nòmada /reactiva: fills dels anterior, són realistes, a vegades cínics i individualistes
- heroica/ cívica: viuen durant una època de crisi, creuen en els líders, en la tecnologia i en el treball
- artística /adaptativa: nascuts a la crisi, viuen l'etapa adulta en un període de recuperació i tenen la màxima fe en la justícia (com a concepte)[3]

El cicle complet seria per tant una generació cívica - adaptativa - profètica i reactiva, fins a tornar a completar la roda.

## L'evolució històrica
L'anàlisi històrica que efectuen els autors comença al segle xv i és força anglocèntrica però dibuixa un panorama complet dels canvis generacionals. S'enumeren a continuació les generacions considerant les dates de naixement i el tipus bàsic, essent H l'heroic/cívica; A l'artística/adaptativa; P la profètica/idealista i R la reactiva/nòmada
- 1433-1460: generació artúrica (H)
- 1461-1482: generació de l'humanisme (A)
- 1483-1511: generació de la Reforma (P)
- 1512-1540: generació de la represa (R)
- 1541-1565: generació isabelina (H)
- 1566-1587: generació parlamentària (A)
- 1588-1617: generació del puritanisme (P)
- 1618-1647: generació de cavallers (R)
- 1648-1673: generació gloriosa (H), anomenada així per ser la primera americana
- 1674-1700: generació de la Il·lustració (A)
- 1701-1723: generació del despertar (P)
- 1724-1741: generació de la llibertat (R)
- 1742-1766: generació de la República (H), es refereix a l'americana però també a la Revolució Francesa
- 1767-1791: generació del compromís (A)
- 1792-1821: generació transcendental (P)
- 1822-1842: generació daurada (R)
- 1843-1859: generació progressiva (A)
- 1860-1882: generació missionera (P)
- 1883-1900: generació perduda (R)
- 1901-1924: generació de l'exèrcit (H)
- 1925-1942: generació del silenci (A)
- 1943-1960: generació del baby-boom (P)
- 1961-1981: generació 13 (R), coincideix en gran manera amb la Generació X dels sociòlegs (el 13 es compta des de la independència americana)[4]
- 1982-2001: generació del mil·lenni (H), inclou l'anomenada Generació Y o Next en sociologia